# Euploea pollita
Euploea pollita är en fjärilsart som beskrevs av Wilhelm Ferdinand Erichson 1834. Euploea pollita ingår i släktet Euploea och familjen praktfjärilar. Inga underarter finns listade i Catalogue of Life.